# مهدی کوچک‌زاده
مهدی کوچک‌زاده (زادهٔ ۱ اسفند ۱۳۳۷) سیاستمدار اصولگرای ایرانی و نماینده دوره دوازدهم مجلس شورای اسلامی از حوزه انتخابیه تهران، ری، شمیرانات، اسلامشهر و پردیس است. وی در دوره‌های هفتم، هشتم و نهم نیز نماینده همین حوزه انتخابیه در مجلس شورای اسلامی بوده است. او همچنین دانشیار دانشکده کشاورزی دانشگاه تربیت مدرس، جهادگر جهاد سازندگی و پاسدار سپاه پاسداران انقلاب اسلامی بوده است.
کوچک‌زاده عضو جبهه پایداری است. او در زمان نمایندگی عضو کمیسیون آموزش و تحقیقات مجلس بود. کوچک‌زاده از هواداران دولت احمدی‌نژاد در مجلس و از مخالفان اصلاح‌طلبان و جنبش سبز است. البته در پی نامزدی محمود احمدی‌نژاد برای انتخابات ریاست‌جمهوری ۱۳۹۶، انتقاداتی به او داشت. او در دهمین دوره انتخابات مجلس شورای اسلامی موفق نبود و ۱۶۴مین نفر شد.

## زندگی خصوصی
کوچک‌زاده در ۱ اسفند ۱۳۳۷ در یزد به دنیا آمد. او سه فرزند دارد. داماد کوچک‌زاده، میثم مظفر، رئیس سازمان تاکسیرانی تهران است وی، فرزند حسین مظفر، وزیر آموزش و پروش دولت اول خاتمی که به عنوان اصولگرا به مجلس هفتم و مجلس نهم راه یافت و نماینده احمدی‌نژاد در شورای نظارت بر صداوسیما بوده است. میثم مظفر قبل از این سمت رئیس دفتر سازمان فرهنگی هنری شهرداری تهران بود. میثم مظفر، در مهر ۱۳۹۱ با حکم محمدباقر قالیباف به ریاست سازمان تاکسیرانی شهر تهران منصوب شد. وی جایگزین محمد احمدی بافنده شد.
به‌گفتهٔ علی مطهری، هم‌کلاسی کوچک‌زاده در مدرسه علوی، نام خانوادگی کوچک‌زاده در گذشته کوچکف بوده است. در روز ۵ تیر ۱۳۸۹ در یکی از جلسات مجلس هشتم وقتی مطهری او را با نام کوچکف خطاب کرد، جلسه مجلس با درگیری لفظی و فیزیکی این دو نماینده به تشنج کشیده شد. کوچک‌زاده اشیایی را به سوی مطهری پرتاب کرد و مطهری نیز او را «پفیوز» نامید.
کوچک‌زاده دانش‌آموختهٔ مقطع کارشناسی آبیاری در دانشگاه شیراز و دانشگاه تهران است. او کارشناسی ارشد خود را از انستیتو بین‌المللی مهندسی هیدرولیک-محیط‌زیست دلفت، هلند گرفت.  او سپس دکتری مهندسی آبیاری و زهکشی خود را در سال ۱۳۷۶ از دانشگاه تربیت مدرس گرفت.

## در مجلس
مهدی کوچک زاده در صحن علنی ۲ آذر ۱۳۹۴ پس از اینکه درخواستش برای اخطار دربارهٔ امحا و دفن ۱۷۰۰ تن سیب زمینی مورد قبول مجلس که در حال بررسی موضوع بیمه بود مورد قبول علی لاریجانی قرار نگرفت در حالی که استعفای خود را به هیئت رئیسه در جایگاه رئیس مجلس قرار می‌داد این جمله را تکرار می‌کرد که آیا این روش مسلمانی است؟ در پایان این اتفاق کوچک زاده پس از تحویل استعفای خود به رئیس مجلس صحن علنی را ترک کرد، اما علی‌رغم این کار، روز بعد در مجلس حاضر و در دوره دهم نیز، اعلام به نامزدی در انتخابات اقدام نمود اما تنها با حدود ۴۶ هزار رای شصت و چهارم شد.
کوچک‌زاده در جلسه ۲۴ دی ۱۴۰۳ مجلس، با انتقاد از مسئولان دولتی که با آسیب‌دیدگان آتش‌سوزی ۲۰۲۵ جنگل‌های کالیفرنیای جنوبی ابراز همدردی و برای کمک اعلام آمادگی کردند گفت: «من به عنوان یک مالیات‌دهنده راضی نیستم یک قِران از مالیات من قبل از آنکه خرج غزه شود خرج لس آنجلسی‌های 'پفیوز' شود.» او سپس گفت: «می‌گوید ما قرار است این هفته برویم و اینها [مجمع] هم قرار است FATF را تصویب کند. چه چیزی را؟ نوکری آمریکا را.» پس از پایان سخنان او، نمایندگان شعار مرگ بر آمریکا و مرگ بر اسرائیل سر دادند.

## دیدگاه‌ها
کوچک‌زاده خود را از خوانندگان روزنامه‌های ایران (به عنوان مطرح‌کننده نظرات دولت) شرق (به عنوان مطرح‌کننده سخن مخالفان نظام و انقلاب) و کیهان (به خاطر اطلاع از نظرات حسین شریعتمداری) معرفی کرده است. وی گفته است که مطالب روزنامه‌ها و سایت‌هایی را که با سیاست آن‌ها موافق نیست به این دلیل که مطلع باشد چه نقشه‌ای برای نظام و ارزش‌های برآمده از خون شهدا دارند، می‌خواند.
کوچک‌زاده بعضی از خبرنگاران را زنازاده توصیف کرده است. وی منفی بودن تصویر رسانه‌اش در مجموعه‌ای که فضایِ حاکم بر آن را منفی و شارلاتانی ارزیابی کرده است و آن مجموعه را مترصد آسیب به حقیقت می‌داند موضوعی بدیهی دانسته و گفته است که اگر غیر از این باشد باید فکری به حال خودش بنماید. وی اعتقاد دارد این تصویرسازی را رسانه‌های دروغ پرداز انجام داده‌اند و ولی به هدفشان نرسیده‌اند.
وی در دوران نمایندگی در مجلس هفتم یک بار در صحن مجلس با خبرنگار روزنامه شرق درگیر شد و خبرنگار را «زنازاده» خطاب کرد که این موضوع انتقادات زیادی را برانگیخت. وی یک بار دیگر با خبرنگار هفته‌نامه آسمان در رستوران مجلس درگیر شد و با توهین به محمد قوچانی مسئول این نشریه به خبرنگار گفت «قوچانی از سگ مرتضوی هم کمتر است». وی همچنین در واکنش به انتشار این خبر، منتشرکنندگان خبر را دروغ‌پردازان به شیوه یهود، تفاله، شارلاتان، فاسد، دروغ‌پرداز و هتاک خواند.
کوچک‌زاده در مورد عماد افروغ گفت که «پوز سگ، دریای حقیقت را نجس نمی‌کند.» او همچنین کاترین اشتون، نماینده پارلمان اروپا که به ایران سفر کرده بود، را «عجوزه» خطاب کرده است.
کوچک‌زاده عکاسانی که لحظاتی از چرت‌زدن یا کارهای متفرقهٔ نمایندگان مجلس در صحن مجلس را ثبت کرده بودند «هرزه‌نگار» و «نفوذی» لقب داد. وی در یک مشاجره در صحن مجلس، محمدجواد ظریف، وزیر امور خارجه و رئیس تیم مذاکره‌کننده هسته‌ای ایران را «خائن» خطاب کرد.
او در مصاحبه با مسیح علی‌نژاد پس از انتخابات مجلس دهم، (در اسفند ۱۳۹۴ و انتخاب نشدنش توسط مردم) او را هرزه و مردمی که از او می‌خواستند که به انتهای صف برود را «اوباش» خطاب کرد.
وی با ورود به صفحه اینستاگرام عباس عراقچی معاون حقوقی و بین‌المللی وزارت امور خارجه زیر پست عراقچی کامنت «شهدای حرم هم فرزندان زیبایی دارند. بسیار دوست داشتنی تر از فرزندان بزرگ شده با دلارهای وزارت خارجه!» قرار داد، که موجب واکنش شدید کاربران شد به موجب این واکنش‌ها کوچک‌زاده صفحه اینستاگرام خود را به حالت خصوصی تبدیل کرد.

## زیر سؤال بردن مدرک دکترای حسن روحانی
مهدی کوچک زاده در تاریخ ۲۶ مرداد ۱۳۹۳ با نوشتن شب‌نامه‌ای علیه حسن روحانی رئیس‌جمهور وقت ایران مدرک دکترای او را در زمان نمایندگی وی در مجلس جعلی خواند و گفت: «او در مدت نمایندگی‌اش مدرک دکترا نداشته است. در همین راستا مدارکی دال بر این مدعا به استناد آرشیو اسناد مجلس تجمیع نموده و در اختیار نمایندگان قرار داد.»
طرفداران حسن روحانی معتقد بودند انتشار این نامه برای جوسازی، تخریب و تندروی پیش از طرح استیضاح وزیرعلوم است تا رئیس‌جمهور با شجاعت و صراحت واقعیت‌های پشت پرده استیضاح را مطرح نکند.
او در توضیح این موضوع گفته است که به کار بردن لفظ شب‌نامه برای مطلبی که توزیع شده است بی‌اخلاقی بوده زیرا در شب‌نامه نام نویسنده و توزیع‌کننده مشخص نیست، ولی وی برای توزیع این مطالب از هیئت رئیسهٔ مجلس شورای اسلامی مجوز گرفته است.